# Nathaniel Hawthorne

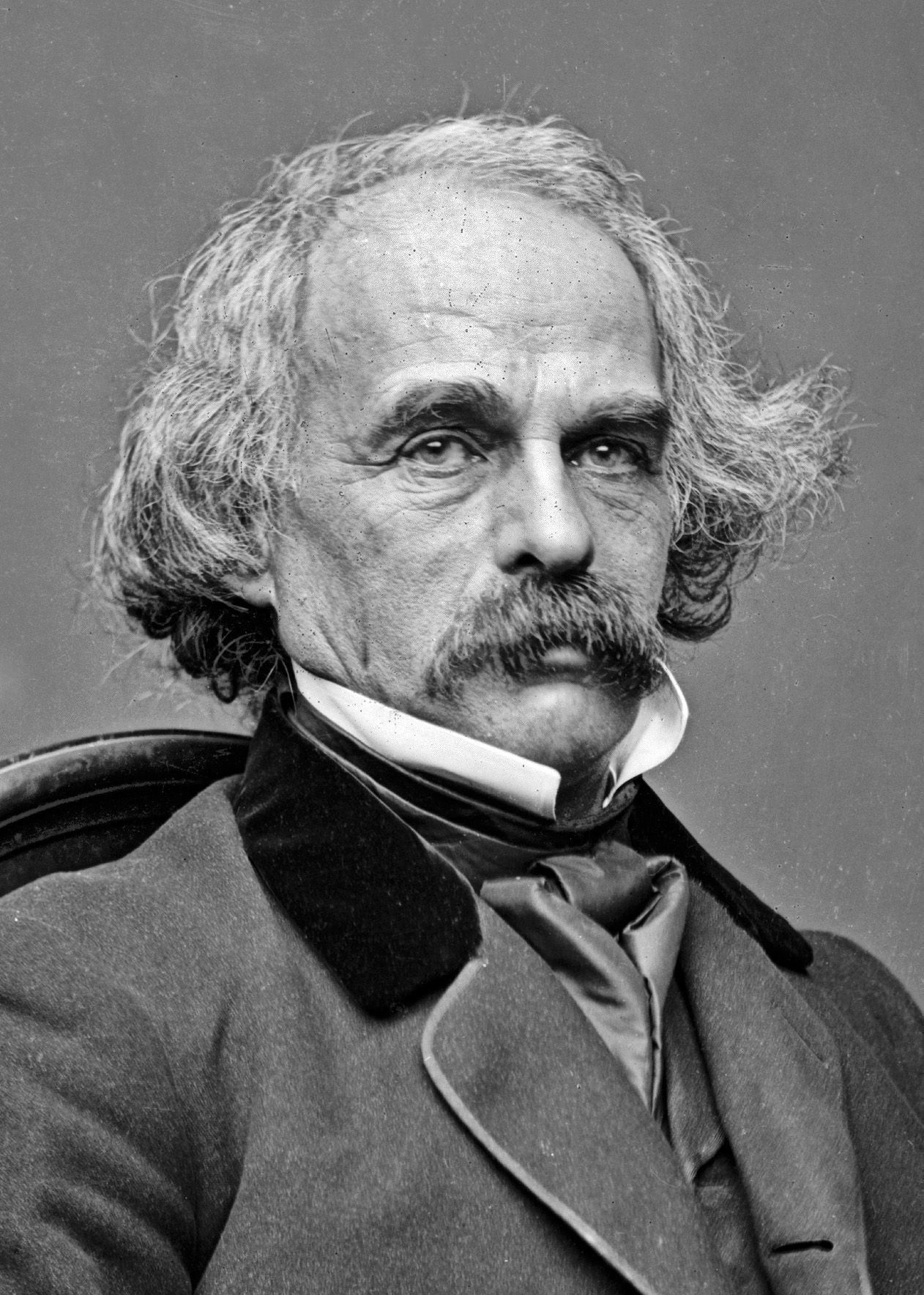
Fotografie Hawthornes von Mathew B. Brady, ca. 1860–1864

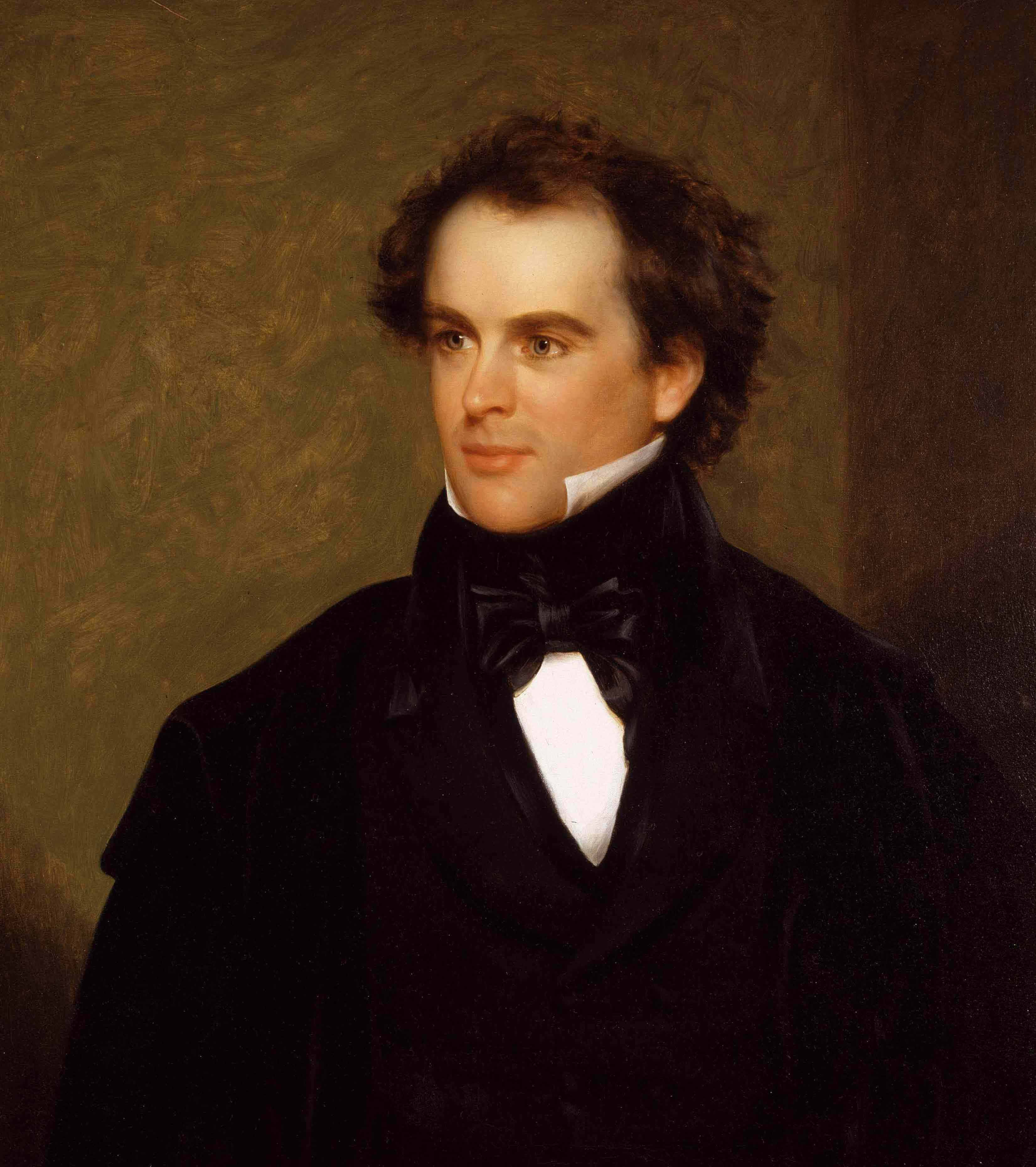
Der junge Nathaniel Hawthorne, Gemälde von Charles Osgood, 1840

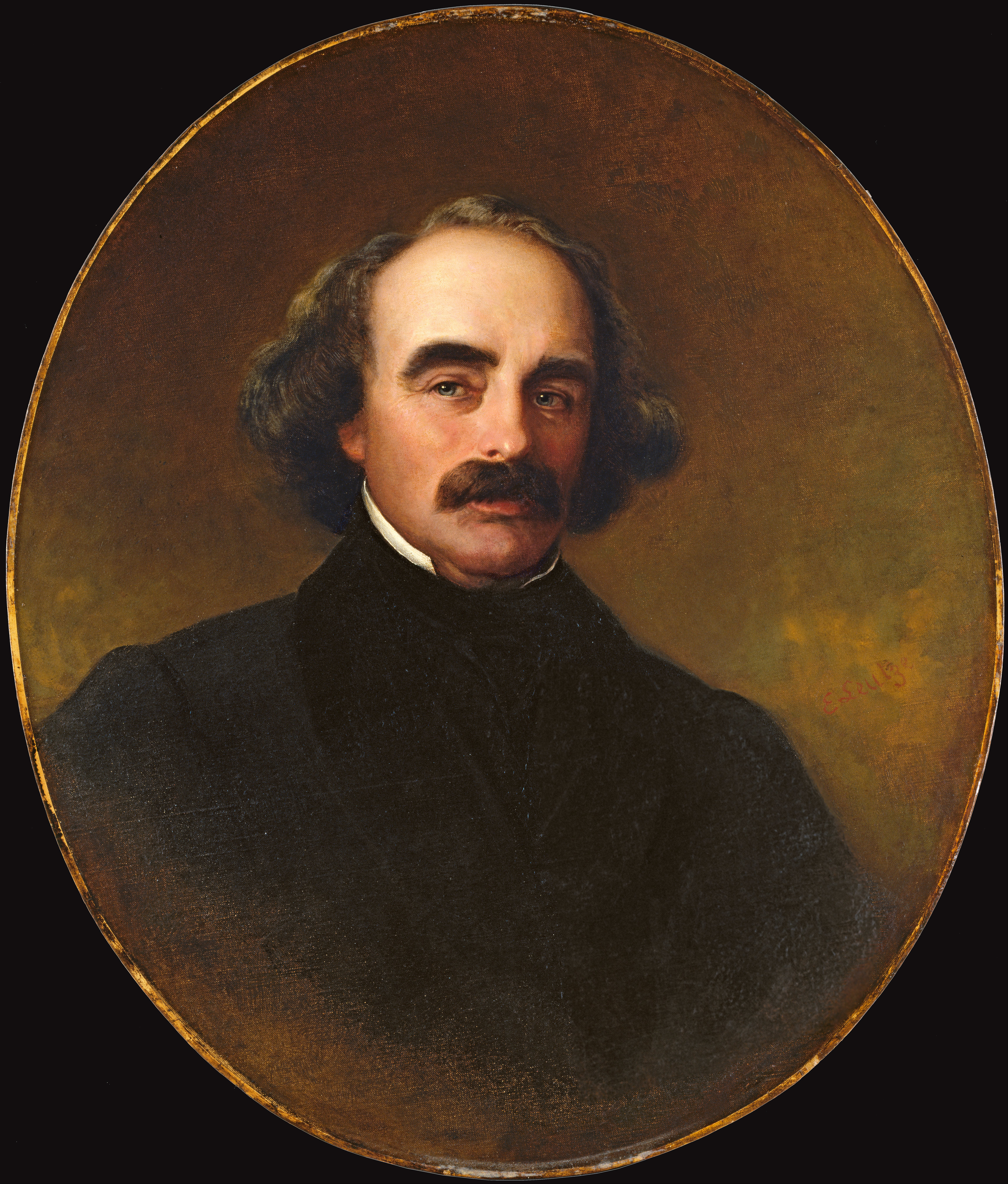
Nathaniel Hawthorne, Gemälde von Emanuel Leutze, 1862

Nathaniel Hawthorne (* 4. Juli 1804 in Salem, Massachusetts; † 19. Mai 1864 in Plymouth, New Hampshire) war ein amerikanischer Schriftsteller der Romantik. Mit seinen oft allegorischen Romanen und Kurzgeschichten erlangte er Weltgeltung.

## Leben
Nathaniel Hawthorne entstammte einer alten Puritanerfamilie. Sein Ururgroßvater John Hathorne (erst Nathaniel fügte dem Familiennamen ein 'w' zu) war einer der Richter bei den Hexenprozessen von Salem 1692. Schon aus diesem Grund beschäftigte sich Hawthorne in seinen Romanen und Kurzgeschichten oft mit der Welt der Puritaner Neuenglands.

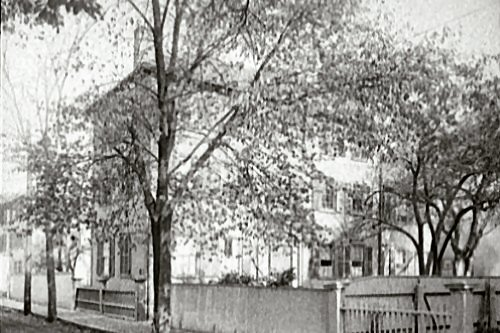
Hawthornes Geburtshaus in Salem, Massachusetts

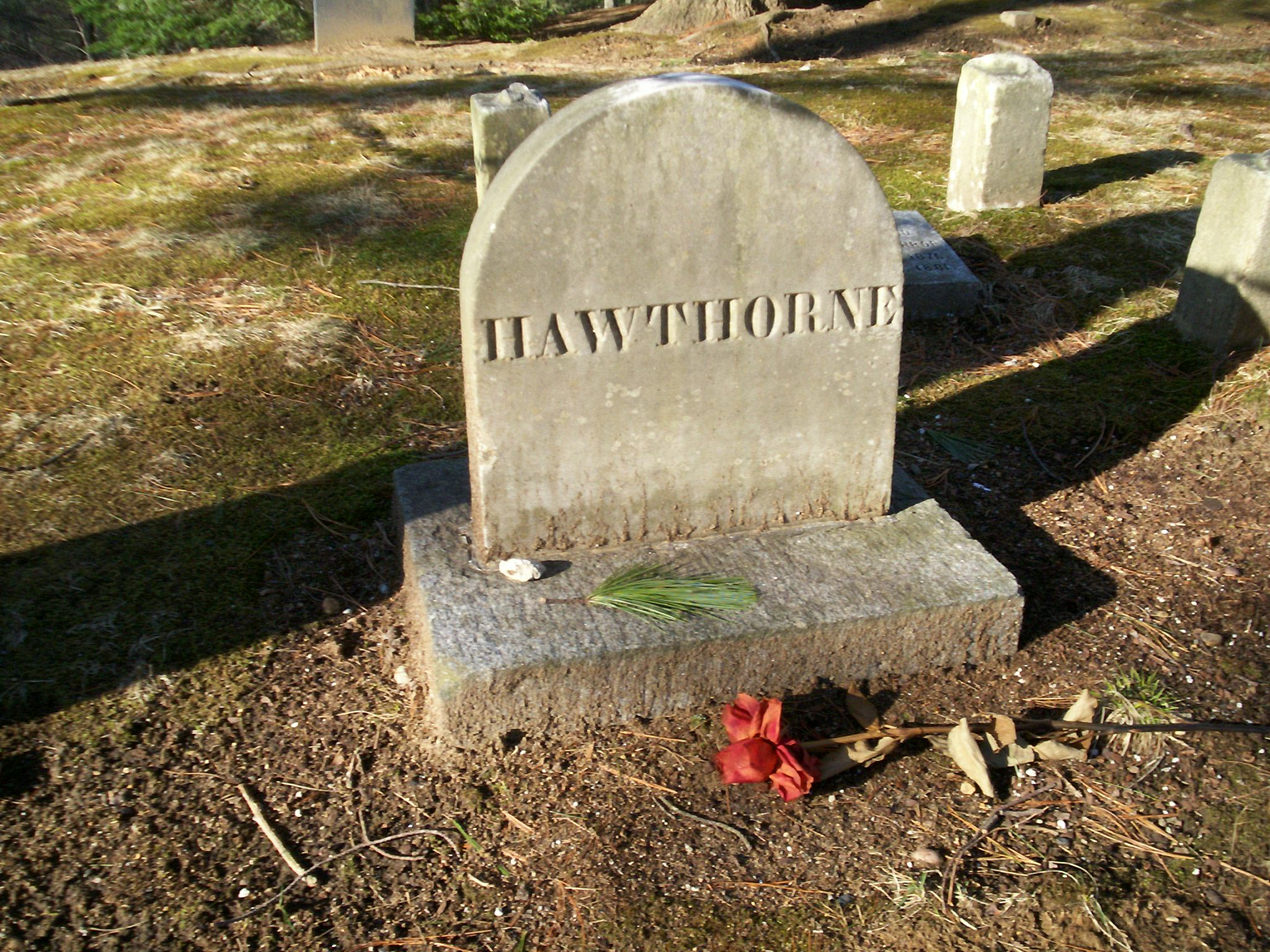
Grab auf dem Sleepy Hollow Cemetery in Concord

Sein Vater fuhr als Erster Offizier zur See und brachte 1796 zusammen mit Kapitän Jacob Crowninshield, der später Politiker wurde, aus Kalkutta den ersten Elefanten nach Amerika. Der Vater starb im Jahre 1808 auf einem Schiff vor Suriname an Gelbfieber. Hawthorne wurde daher von seiner Mutter und deren Verwandten aufgezogen, die ihn vor der Welt behüteten. Da er schon als Kind durch seine erzählerische Begabung auffiel, wurde er auf eine Privatschule geschickt. Von 1821 bis 1824 studierte er am Bowdoin College in Maine, wo er in die akademische Verbindung Phi Beta Kappa aufgenommen wurde. Hawthorne war mit dem Dichter Henry Wadsworth Longfellow und dem späteren Präsidenten Franklin Pierce befreundet. Anfängliche Misserfolge als Schriftsteller zwangen ihn, Anstellungen beim Zolldienst und in der Postverwaltung (1839–1841) anzunehmen. Später konnte er von seiner schriftstellerischen Arbeit leben, was in Amerika vor ihm nur Washington Irving und James Fenimore Cooper gelungen war.
Ab 1840 gehörte er zum Kreis der Transzendentalisten und schloss Freundschaft mit George Ripley, Henry David Thoreau und Ralph Waldo Emerson. 1841 verbrachte er ein halbes Jahr in der sozialutopischen Siedlung Brook Farm, die von George Ripley kurz zuvor gegründet worden war. Seine Zeit in der Kommune verarbeitete er später in dem Roman The Blithedale Romance. 1842 heiratete er die ebenfalls dem Transcendentalist Club zugehörige Malerin Sophia Peabody, mit der er bis zu seinem Tod eine glückliche Ehe führte und drei Kinder hatte. Sie lebten in den ersten Jahren ihrer Ehe im noch heute als Museum zu besichtigenden Haus The Old Manse. 1850 schloss er eine kurzlebige Freundschaft mit Herman Melville, dem Hawthorne ein großes Vorbild war (Moby Dick ist Hawthorne gewidmet). Von dem Briefwechsel, den die beiden führten, sind nur die Briefe Melvilles an Hawthorne erhalten geblieben.
1852 schrieb er eine Wahlkampfbiographie für seinen Schulfreund Franklin Pierce (Mitglied der Demokratischen Partei). Nachdem Pierce ein Jahr später Präsident wurde, verschaffte er Hawthorne einen Posten als amerikanischer Konsul in Liverpool. Dort blieb Hawthorne vier Jahre, verbrachte weitere anderthalb Jahre mit seiner Familie in Italien, und kehrte schließlich nach Concord zurück, wo er im Haus The Wayside lebte. Auf dem Weg zu einem Erholungsurlaub in den White Mountains starb er am 19. Mai 1864 in Plymouth, New Hampshire. Am 23. Mai 1864 wurde er auf dem Sleepy Hollow Cemetery in Concord beigesetzt.
Hawthorne wird mit Herman Melville und Edgar Allan Poe zur „dunklen“ amerikanischen Romantik gezählt. Seine Romane und Kurzgeschichten sind von einem tiefen epistemologischen und metaphysischen Skeptizismus geprägt. Seine Themen sind oftmals die dunklen Seiten der Seele wie der Gesellschaft: Sünde, Schuld, Strafe, Intoleranz und Entfremdung.
Schon zu Lebzeiten wurde Hawthorne als Begründer einer genuin amerikanischen Nationalliteratur kanonisiert.
Auch heute gilt er als einer der bedeutendsten amerikanischen Schriftsteller, und kaum ein Collegestudent kommt an The Scarlet Letter vorbei.

## Bibliografie
Romane
- Fanshawe, 1828

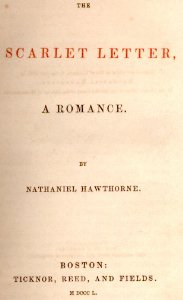
Erstausgabe von The Scarlet Letter (1850)

- The Scarlet Letter, 1850, dt. „Der scharlachrote Buchstabe“
- The House of the Seven Gables, 1851, dt. „Das Haus mit den sieben Giebeln“
- The Blithedale Romance, 1852, dt. „Die Blithedale-Maskerade“ (auch „Ein tragischer Sommer“)
- The Marble Faun, 1860, dt. „Der Marmorfaun“

Kurzgeschichten (Auswahl)
- The Hollow of the Three Hills, 1830, dt. „Die Mulde unter den drei Hügeln“
- An Old Woman’s Tale, 1830, dt. „Erzählung einer alten Frau“
- The Wives of the Dead, 1831, dt. „Die Frauen der Toten“
- Roger Malvin’s Burial, 1832, dt. „Roger Malvins Bestattung“
- My Kinsman, Major Molineux, 1832, dt. „Mein Verwandter, der Major Molineux“
- Mr. Higginbotham's Catastrophe, 1834, dt. „Mr. Higginbothams Katastrophe“
- The Gray Champion, 1835, dt. „Der graue Kämpfer“
- Young Goodman Brown, 1835, dt. „Der junge Nachbar Brown“
- Wakefield, 1835. Es liegen mehrere Übersetzungen ins Deutsche vor:
  - Ein Mann namens Wakefield. Deutsch von Franz Blei. In: Nathaniel Hawthorne: Ein Mann namens Wakefield und andere Erzählungen. Hrsg. von Hans Hennecke. Müller & Kiepenheuer, Bergen/Obb. 1949.
  - Wakefield. Deutsch von Günter Steinig. In: Nathaniel Hawthorne: Der große Karfunkel. Phantastische Erzählungen. Safari-Verlag, Berlin 1959.
  - Wakefield. Deutsch von Hannelore Neves:
    - in: Nathaniel Hawthorne: Des Pfarrers schwarzer Schleier: Unheimliche Geschichten. Winkler, München 1985, ISBN 3-538-06584-5.
    - in: Nathaniel Hawthorne: Das große Steingesicht. Hrsg. und mit einem Vorwort von Jorge Luis Borges. Edition Büchergilde, Frankfurt am Main 2007, ISBN 3-940111-09-0 (= Die Bibliothek von Babel, Bd. 9).

  - Wakefield. Aus dem Amerikanischen übersetzt und hrsg. von Joachim Kalka. Friedenauer Presse, Berlin 2003, ISBN 3-932109-31-7.
- The Ambitious Guest, 1835, dt. „Der ehrsüchtige Gast“
- The Wedding-Knell, 1835, mit zwei deutschen Übersetzungen:
  - „Die Totenhochzeit“ (dt. von Franz Blei, 1922)
  - „Die Hochzeitstotenglocke“ (dt. von Hannelore Neves, 1977)
- The Minister’s Black Veil, 1836, dt. „Des Pfarrers schwarzer Schleier“
- The May-Pole of Merry Mount, 1836, dt. „Der Maibaum von Merry Mount“
- Dr. Heidegger’s Experiment, 1837, dt. „Dr. Heideggers Experiment“
- David Swan, 1837, dt. „David Swan“
- The Great Carbuncle, 1837, dt. „Der große Karfunkel“
- Rappaccini’s Daughter, 1844, dt. „Rappaccinis Tochter“ (auch „Die Blumen des Bösen“)
- Earth's Holocaust, 1844, dt. „Das Brandopfer der Erde“
- The Artist of the Beautiful, 1844, dt. „Der Schöpfer des Schönen“
- The Old Manse, 1846, dt. „Das alte Pfarrhaus“, übersetzt und mit einem Nachwort von Karl-Heinz Ott; Hoffmann und Campe, Hamburg 2011 ISBN 978-3-455-40319-0
- Main-Street, 1849, dt. „Main-Street“
- The Great Stone Face, 1850, dt. „Das steinerne Antlitz“ bzw. „Das grosse Steingesicht“ (übersetzt von Alice Sieben, Büchergilde Gutenberg 2007, ISBN 978-3-7632-5809-3)
- Ethan Brand, 1850, dt. „Ethan Brand“
- The Snow-Image. A Childish Miracle, 1850, dt. „Das Schneebild“

Deutsche Sammlungen der Kurzgeschichten:
- Der Garten des Bösen. Deutsch von Franz Blei. Maschler, Berlin o. J.
- Die Mächte des Bösen: Unheimliche Geschichten. Deutsch von Franz Blei. Deutscher Taschenbuch Verlag, München 2014, ISBN 978-3-423-14300-4.
- Der große Karfunkel. Phantastische Erzählungen. Deutsch von Günther Steinig. Safari, Berlin 1959
- Rappaccinis Tochter und andere Erzählungen. Ausgewählt, aus dem Amerikanischen übersetzt und mit einem Nachwort von Ilse Krämer. Manesse, Zürich 1966.
- Dr. Heideggers Experiment. Deutsch von Ingeburg Hucke. Philipp Reclam jun., Leipzig 1977
- Erzählungen. Skizzen, Vorworte, Rezensionen. Deutsch von Hannelore Neves, Siegfried Schmitz und Hans-Joachim Lang. Winkler, München 1977, ISBN 3-538-05255-7
- Der schwarze Schleier. Ausgewählte Erzählungen. Deutsch von Lore Krüger. Insel, Leipzig 1980
- Des Pfarrers schwarzer Schleier: Unheimliche Geschichten. Deutsch von Vera Pagin. Winkler, München 1985, ISBN 3-538-06584-5

Andere Werke
- Twenty Days with Julian and Little Bunny, Auszug aus Hawthornes Notizbuch, 1851, dt. übersetzt von und mit Anmerkungen versehen von Alexander Pechmann, Jung und Jung Verlag, Salzburg/Wien 2011, ISBN 978-3-902497-84-0
- Nathaniel Hawthorne: Das alte Pfarrhaus. Aus dem Amerikanischen übersetzt und mit einem Nachwort von Karl-Heinz Ott. Hoffmann und Campe, Hamburg 2011
- Nathaniel Hawthorne und Sophia Hawthorne: Das Paradies der kleinen Dinge. Ein gemeinsames Tagebuch. Aus dem Amerikanischen übersetzt und herausgegeben von Alexander Pechmann. Vorwort Peter Handke. Jung und Jung, Salzburg 2014

Werkausgaben
- The centenary edition of the works of Nathaniel Hawthorne. 23 Bände. Ohio State University Press, Columbus, Ohio 1962–1997[1]:
  - Band  I: The Scarlet Letter
  - Band  II: The House of the Seven Gables
  - Band  III: The Blithedale Romance and Fanshawe
  - Band  IV: The Marble Faun
  - Band  V: Our Old Home
  - Band  VI: True Stories from History and Biography
  - Band  VII: A Wonder Book and Tanglewood Tales
  - Band  VIII: The American Notebooks
  - Band  IX: Twice-told Tales
  - Band  X: Mosses from an Old Manse
  - Band  XI: The Snow Image and Uncollected Tales
  - Band  XII: The American Claimant Manuscripts
  - Band  XIII: The Elixir of Life Manuscripts
  - Band  XIV: The French and Italian Notebooks
  - Band  XV: The Letters, 1813–1843
  - Band  XVI: The Letters, 1843–1853
  - Band  XVII: The Letters, 1853–1856
  - Band  XVIII: The Letters, 1857–1864
  - Band  XIX: The Consular Letters, 1853–1855
  - Band  XX: The Consular Letters, 1856–1857
  - Band  XXI: The English Notebooks, 1853–1856
  - Band  XXII: The English Notebooks, 1856–1860
  - Band  XXIII: Miscellaneous Prose and Verse
- Sämmtliche Werke. 5 Bände. Bielefeld 1851–1852:
  - Band 1: Der Scharlach-Buchstabe
  - Band 2 und 3: Das Haus der sieben Giebel
  - Band 4 und 5: Zweimal erzählte Geschichten
- Romane und Erzählungen. Herausgegeben und übersetzt von Franz Blei. 4 Bände. Müller & Co., Potsdam 1923:
  - Band 1: Der scharlachrote Buchstabe.
  - Band 2: Ein tragischer Sommer.
  - Band 3: Das Haus mit den sieben Giebeln.
  - Band 4: Der Garten des Bösen. Erzählungen (enthält: Die Blumen des Bösen; Ein Mann namens Wakefield; Herrn Higginbothams Katastrophe; David Swan; Die Höhle der drei Hügel; Der große Karfunkel; Die Totenhochzeit; Peter Goldthwaites Schatz; Das hölzerne Bildnis; Frau Ochsfrosch; Endicott und das rote Kreuz; Der graue Streiter; Edward Randolphs Gemälde; Lady Eleanors Schleier; Der Maskenball; Die alte Esther Dudley; Die Shakerhochzeit; John Inglefields Dankfest; Die prophetischen Bilder; Der Teufel des Schreibens; Roger Malvins Bestattung; Die alte Jungfer in Weiß; Das Auskunftsbureau)
- Ausgewählte Werke in Einzelausgaben. Neubearbeitung nach der ersten deutschen Gesamtausgabe von 1851/52 unter Hinzuziehung der Original-Ausgaben. Hrsg. von R. W. Pinson. Moewig, München:
  - Band 1: Der Garten des Bösen und andere Erzählungen. 1977, ISBN 3-8118-0026-4.

## Sekundärliteratur
Biographien
- Newton Arvin: Hawthorne. Little, Brown, Boston 1929.
- Monika M. Elbert (Hrsg.): Nathaniel Hawthorne in Context. Cambridge University, Cambridge 2019, ISBN 978-1-107-10933-9.
- Henry James: Hawthorne. Macmillan, London 1879.
- James R. Mellow: Nathaniel Hawthorne in His Times. Houghton Mifflin Co., Boston 1980, ISBN 0-395-27602-0 Reprint: Johns Hopkins University Press, Baltimore 1998. ISBN 0-8018-5900-X
- Edwin Haviland Miller: Salem is My Dwelling Place: A Life of Nathaniel Hawthorne. University of Iowa Press, Iowa City 1991, ISBN 0-87745-332-2.
- Dale Salwak: The life of the author: Nathaniel Hawthorne, Chichester : Wiley-Blackwell, 2023, ISBN 978-1-119-77181-4
- Randall Stewart: Nathaniel Hawthorne: A Biography. Yale University Press, New Haven 1948.
- Arlin Turner: Nathaniel Hawthorne: A Biography. Oxford University Press, New York 1980, ISBN 0-19-502547-4.
- Edward Wagenknecht: Nathaniel Hawthorne: Man and Writer. Oxford University Press, New York 1961.
- Brenda Wineapple: Nathaniel Hawthorne. Alfred A. Knopf, New York 2003, ISBN 0-375-40044-3.

Sekundärliteratur auf Deutsch
- Paul Gerhard Buchloh: Die Naturdarstellung in Nathaniel Hawthornes Erzählungen. In: Paul G. Buchloh et al. (Hrsg.): Amerikanische Erzählungen von Hawthorne bis Salinger · Interpretationen. Kieler Beiträge zur Anglistik und Amerikanistik Band 6. Karl Wachholtz Verlag Neumünster 1968, S. 89–111.
- Bernd Engler: Fiktion und Wirklichkeit: Zur narrativen Vermittlung erkenntnisskeptischer Positionen bei Hawthorne und Melville. Duncker & Humblot, Berlin 1991. ISBN 3-428-07070-4 (= Schriften zur Literaturwissenschaft 6; zugleich Habil.schrift Universität Freiburg).
- Franz H. Link: Die Erzählkunst Nathaniel Hawthornes. Eine Interpretation seiner Skizzen, Erzählungen und Romane. Carl Winter Universitätsverlag, Heidelberg 1962. (= Frankfurter Arbeiten aus dem Gebiete der Anglistik und der Amerika-Studien 7).
- Luise Sanders: Nationales Selbstverständnis in Historiographie und literarischer Fiktion. Nathaniel Hawthorne und das amerikanische Geschichtsbild seiner Zeit. Hoffmann, Gießen 1990, ISBN 3-88098-037-3 (= Beiträge zur Anglistik 10; zugleich Diss. Universität Gießen).
- Manfred Menzel: Klatsch, Gerücht und Wirklichkeit bei Nathaniel Hawthorne. Frankfurt am Main 1996. (=Neue Studien zur Anglistik und Amerikanistik 69).
- Frank Obenland: Providential Fictions. Nathaniel Hawthorne's Secular Ethics. Schöningh Verlag 2011, ISBN 978-3-506-76968-8.
- Helmut Schwarztrauber: Fiktion der Fiktion. Begründung und Bewahrung des Erzählens durch theoretische Selbstreflexion im Werk Nathaniel Hawthornes und Edgar Allen Poes. Heidelberg 2000. (=Anglistische Forschungen 281)